# Hypermilichia
Hypermilichia là một chi bướm đêm thuộc họ Noctuidae.